# Ballerina Girl
Ballerina Girl ist ein Lied von Lionel Richie, das in Kooperation mit James Anthony Carmichael produziert wurde. Es erschien im November 1986 auf dem Album Dancing on the Ceiling und war Richies dreizehnter und damit letzter Top-Ten-Hit in den USA. International war es wie sein Vorgänger Love Will Conquer All nur mäßig erfolgreich.
Das Lied erzählt von der Liebe des Lyrischen Ichs zu einer Balletttänzerin. Im entsprechenden Musikvideo sieht man Richie am Klavier in einer Ballettschule, während junge Ballettschüler tanzen.

## Cover-Versionen
- 1997: Steve Winwood
- 2000: Luther Vandross